# Хореография (ИТ)
Также есть термин Хореография в музыке.
Хореография — в информатике описывает последовательность и условия, при которых происходит обмен данными между двумя или более участниками для достижения какой-то полезной цели.

## Описание
Сервисную хореографию лучше понять при сравнении с другой парадигмой сервисной композиции: сервисной оркестровкой. С одной стороны, в сервисных хореографиях логика основана на сообщениях взаимодействий между участниками, и определяется с глобальной точки зрения. С другой стороны, при оркестровке логика определяется с локальной точки зрения одного участника, называемого оркестратором. Например, в языке оркестровки сервисов BPEL спецификация оркестровки сервисов (например, файл процесса BPEL) представляет собой рабочий процесс, который можно развернуть в инфраструктуре сервисов (например, исполнительный механизм BPEL, такой как Apache ODE). Развёртывание спецификации оркестровки службы преобразует рабочий процесс в составную службу.
В некотором смысле, служебная хореография и оркестровки образуют симбиоз. Роли сервисной хореографии могут быть извлечены как сервисные оркестровки посредством процесса, называемого проекцией. Благодаря проецированию можно реализовать незавершённые оркестровки сервисов, которые можно использовать в качестве базовых для реализации веб-сервисов, участвующих в хореографии сервисов. С другой стороны, уже существующие сервисные оркестровки могут быть объединены в сервисные хореографии.